# Чен, Стив (компьютерный инженер)
Чэнь Шици́н (кит. трад. 陳世卿, пиньинь Chén Shìqīng; род. 1944), также известный как Стив Чен (англ. Steve Chen или Steven Chen) — компьютерный инженер и интернет-предприниматель. Больше всего известен как инженер компании Cray Research и главный создатель многопроцессорных суперкомпьютеров Cray X-MP и Cray Y-MP.

## Биография
Получил высшее образование (бакалавр) в Национальном университете Тайваня в 1966 году. Получил степень магистра в Университете Вилланова, степень доктора (PhD) в Университете Иллинойса в Урбане-Шампейне.
С 1975 по 1978 годы работал в Burroughs в проекте суперкомпьютеров Burroughs large systems (англ.).
Перешёл на работу в Cray Research в 1979 году. Работу над «MP-проектом» (многопроцессорным суперкомпьютером) в Cray Research начал в октябре 1985 года. В плане было предусмотрено создание 64-процессорной машины к 1990 или 1991 году. На это Cray Research выделило бюджет в 50 миллионов долларов. К концу 1987 года расходы по проекту превысили 100 миллионов долларов, и менеджмент компании решил проект прекратить и продолжить развивать линию X-MP/Y-MP эволюционно.
После того, как Чен в сентябре 1987 года покинул Cray Research, он при финансовой поддержке компании IBM создал в январе 1988 года собственную компанию по производству суперкомпьютеров Supercomputer Systems Incorporated (англ., SSI). SSI занималась созданием суперкомпьютера SS-1, который был почти закончен, когда IBM прекратила финансирование проекта. Компания вынуждена была объявить о банкротстве в 1993 году, 300 человек остались без работы, а компьютер был выброшен на свалку. В этом же году в попытках спасти своё детище Чен основал новую компанию — «SuperComputer International» (SCI). В 1995 году она была переименована в «Chen Systems». В 1996 году её приобрела компания Sequent Computer Systems.